# 塘河街道
塘河街道是中华人民共和国江苏省盐城市建湖县下辖的一个街道办事处。与建湖高新技术产业开发区实行“区街合一”体制。。
2014年2月19日，江苏省人民政府批复同意撤销近湖镇，将原近湖镇的双湖居委会和胜利、严桥、长沟等3个村委会区域与颜单镇走马、李夏、七里等3个村委会区域和九龙口镇乔庄村委会区域合并，设立塘河街道办事处，街道办事处驻湖中南路16号。

## 行政区划
塘河街道下辖以下村级行政区划单位：
双湖社区、严桥村、长沟村、胜利村、走马村、李夏村、七里村和乔庄村。